# Forstens boshoen
Forstens boshoen (Megapodius freycinet forsteni) is een vogel uit de familie grootpoothoenders (Megapodiidae). De wetenschappelijke naam van de soort is voor het eerst geldig gepubliceerd in 1847 door Gray. De soort wordt beschouwd als een ondersoort van het zwart boshoen (Megapodius freycinet) die voorkomt op Ceram en de nabijgelegen eilanden.